# Olmesartan
Olmesartan medoksomil (Benicar u SAD, Olmetec u EU, Kanadi i Japanu, WinBP, Golme u Indiji, Erastapex u Egiptu) je antagonist angiotenzin II receptora koji se koristi za tretiranje visokog krvnog pritiska.

## Indikacije
Olmesartan je indiciran za tretman hipertenzije. On se može koristiti pojedinačno ili u kombinaciji sa drugim antihipertenzivnim agensima. FDA je ustanovila da je korist od Benicara veća od potencijalnih rizika kad se koristi za tretiranje pacijenata sa visokim krvnim pritiskom.

## Spoljašnje veze
- [http://www.rxlist.com/benicar-hct-drug.htm

|  | Molimo Vas, obratite pažnju na važno upozorenje u vezi sa temama iz oblasti medicine (zdravlja). |